# Ефимова, Прасковья Тарасовна
Прасковья Тарасовна Ефимова (1909 — 10 апреля 1944, Красный, Крымская АССР) — советская патриотка, участница группы «Сокол», действовавшей при Крымском драматическом театре в период немецко-румынской оккупации Симферополя в 1942—1944 годах. Расстреляна оккупантами в концлагере Красный.

## Действия в подполье
В подпольную группу входили около 60 человек, в том числе 10 сотрудников театра: художник Николай Андреевич Барышев, актёры Зоя Павловна Яковлева, Александра Фёдоровна Перегонец и заслуженный артист РСФСР Дмитрий Константинович Добромыслов который возглавлял группу, костюмеры Илья Николаевич Озеров и Елизавета Кучеренко, машинист сцены Павел Ипполитович Чечёткин, уборщица Прасковья Тарасовна Ефимова, ученик художника Олег Савватеев. Ефимова выполняла роль связной между подпольщиками и партизанами. Арестована гестапо после раскрытия группы.
10 апреля 1944 года, за три дня до освобождения Симферополя советскими войсками, подпольщики были расстреляны в урочище «Дубки», на территории концлагеря в совхозе «Красный».

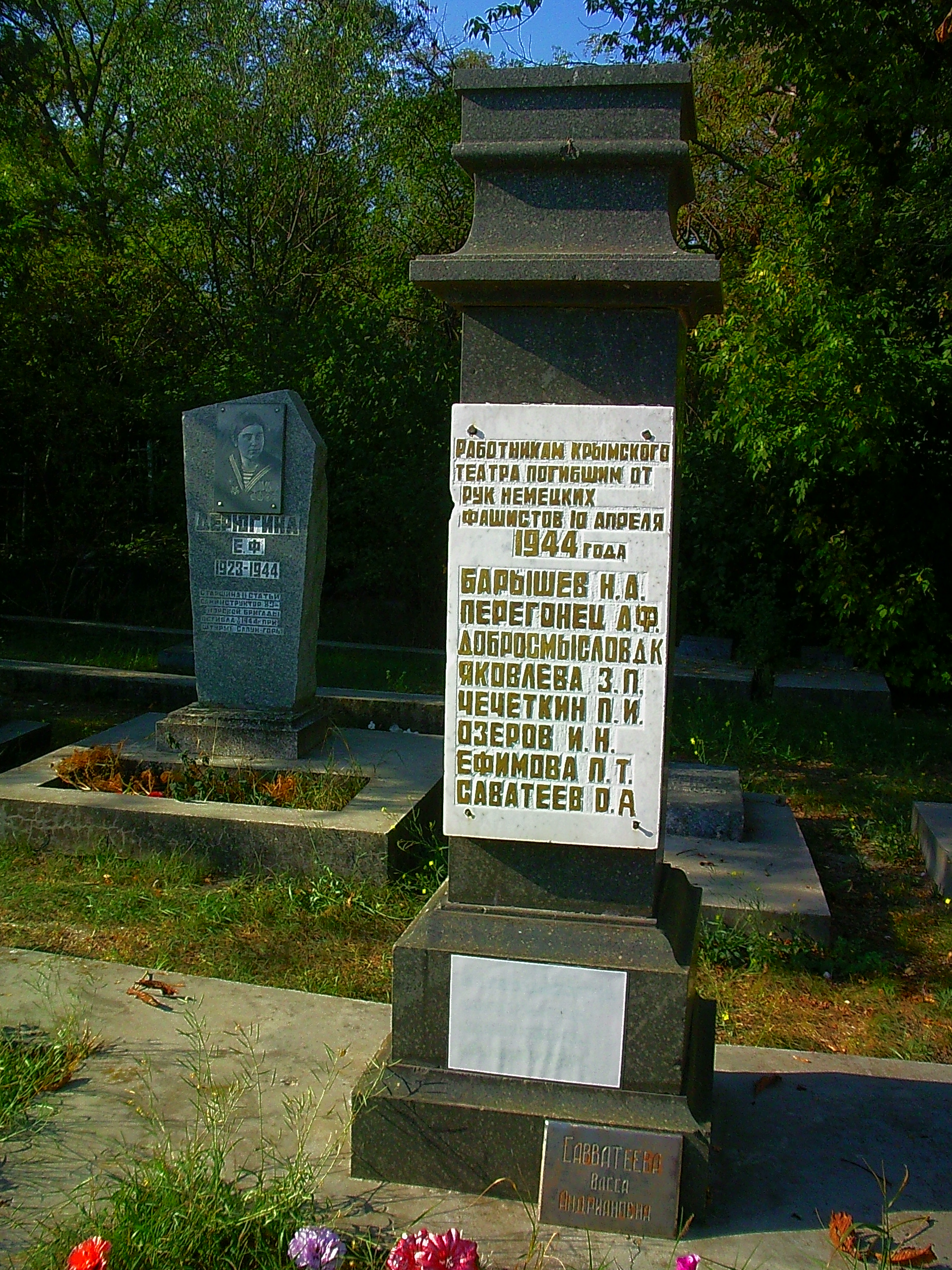
Братская могила симферопольских подпольщиков

Из воспоминаний очевидца: «На раскопках этой братской могилы присутствовали сотни людей. Раскапывали пленные немцы. Слой за слоем. Укладывали на поле. Кого опознавали — увозили хоронить. Опознали и всех работников театра. Добросмыслов был очень худой, изможденный, в нижней сорочке, Александра Федоровна — в жёлтой кофточке и коричневой юбке, обувь снята. Все были расстреляны в затылок, только одному Добросмыслову, который, видно, обернулся и крикнул что-то в лицо врагам, пуля вошла спереди и раздробила челюсть, а Барышев в последний момент смог выдернуть руки из проволоки и обнял Савватеева, так они вместе и лежали».
Похоронена первоначально с другими актёрами в 1944 году в сквере Победы, позднее все перезахоронены на Старорусском кладбище Симферополя.

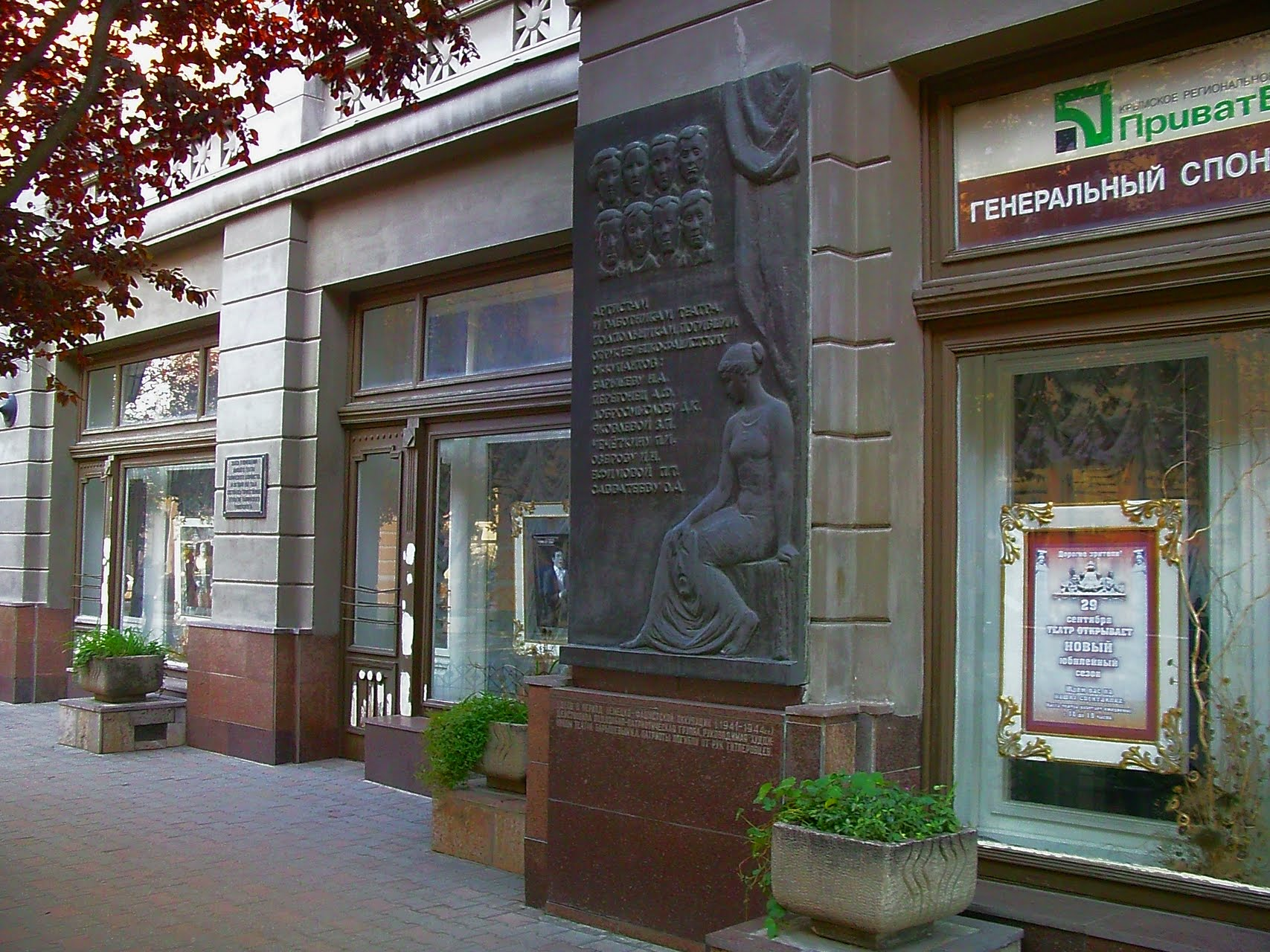
Мемориальная доска на здании театра

## Память
- Братская могила членов подпольной группы «Сокол» ныне  Объект культурного наследия народов РФ регионального значения. Рег. № 911710884050005 (ЕГРОКН).
  - В театре им. М. Горького идёт спектакль «Они были актёрами», посвященный театральным подпольщикам.
  - На здании театра находится мемориальная доска, на которой сказано:

«Артистам и работникам театра, погибшим от рук немецко-фашистских оккупантов: Барышеву Н. А., Перегонец А. Ф., Добросмыслову Д. К., Яковлевой З. П., Чечеткину П. И., Озерову И. Н., Ефимовой П. Т., Савватееву О. А.»

- 11 ноября 1966 года в память о Прасковьи Тарасовны Ефимовой была названа улица в микрорайоне Новосергеевка в Симферополе[4].